# Caerwys
Caerwys est une ville du comté du Flintshire (pays de Galles).

## Géographie
Elle est située à 8 km au sud-ouest de Flint.

## Histoire
Il s'agissait du lieu de rassemblement des assemblées annuelles des bardes gallois.
Son église Saint-Michel est réputée pour contenir la tombe de la femme de Dafydd ap Gruffudd.
La ville a accueilli les Eisteddfod de 1523 et de 1568.

## Personnalités liées à la commune
- Thomas Wynne (en) (1626-1691) : un des fondateurs de Philadelphie
- Thomas Jones of Denbigh (1756-1820) : écrivain et théologien
- Myfanwy Talog (en) (1944-1995) : actrice
- Angharad Llwyd (en) (1780-1866) : antiquaire.